# Актуганов Махмут Сафійович
Махмут (Махмуд) Сафійович Актуганов (25 грудня 1924 — 24 січня 1971, Ленінград) — у роки Другої світової війни — гвардії молодший сержант, навідник протитанкової рушниці 221-го гвардійського стрілецького полку 77-ї гвардійської стрілецької дивізії 61-ї армії Центрального фронту; Герой Радянського Союзу (15.01.1944), майор.

## Біографія
Народився 25 грудня 1924 року в селі Новосафарово Мішкинського району Башкирської АРСР (нині Республіка) в родині селян. За національністю татарин.
Член КПРС з 1955 року. Після закінчення початкової школи працював у колгоспі.

Призваний у Червону армію в серпні 1942 року. У діючій армії з вересня 1943 року. Гвардії молодший сержант Махмут Актуганов відзначився в боях північніше селища Комарин Брагинського району Гомельської області Білорусі.

Указом Президії Верховної Ради СРСР від 15 січня 1944 року гвардії молодшому сержантові Актуганову Махмуту Сафійовичу присвоєно звання Героя Радянського Союзу з врученням ордена Леніна і медалі «Золота Зірка» (№ 891).

Після війни Актуганов продовжував службу в Збройних Силах СРСР. У 1956 році закінчив військове училище. З 1969 року майор М. С. Актуганов — у відставці. Жив і працював у місті-герої Ленінграді (нині Санкт-Петербург). Помер 24 січня 1971 року. Похований у Санкт-Петербурзі на татарській ділянці Ново-Волковського цвинтаря.

## Нагороди
- Медаль «Золота Зірка» Героя Радянського Союзу (15.01.1944)[4][5][6].
- Орден Леніна.
- Медалі.

## Пам'ять
- Ім'ям Героя названа вулиця в селі Мішкіно Мішкінського району Башкортостану.